# 槙健一
槙 健一（まき けんいち、1970年2月11日 - 2002年9月1日）は日本のシンガーソングライター・作曲家。長崎県長崎市出身。身長175cm。

## 経歴
中学時代はブラスバンド部在籍しトランペットという楽器を担当、高校時代にバンド活動を始める。1990年頃に専門学校を中退し、プロのドラマーを目指して上京。アマチュアで活動をしていたが程なく解散。その後はバイト生活と並行して作曲活動を続けていた。元々シンガーではなかった槙だが、作曲活動をする事により、自分自身で歌うことを始める。
1994年5月にビクターエンタテインメントと契約。いくつかの音楽イベントなどに出演したのち1995年4月にシングル『夢の吹く丘』でレコードデビューを果たす。翌5月には1stアルバム『緑の風の中で君を抱いて眠る』をリリース。1996年1月にリリースした2ndシングル『太陽少年』はシャープのCMソング、4月にリリースした3rdシングル『Shock Wave』はパナソニックの同名商品のCMソングに起用された。5月にはこの2作品を収録した2ndアルバム『2150 Revolution』（「2150」は槙が上京してからこのアルバムの発売日までの日数）をリリース。12月には「平和賛成」をテーマに槙が発起人となったライブイベント「ピースビートクラブ」が初開催された。
メジャーデビューの前から槙は肺気胸という病気にかかっていた。1997年に入ると「ピースビートクラブ」以外の活動を一旦停止し治療に専念する事となり（この頃には正常な活動が出来ないとしてビクターエンタテインメントとの契約も解消されていた）、故郷の長崎へと戻り入退院を繰り返す日々が続くが、「RED(Real Emotion Drive)」としてインディーズで作品をリリース、地元FM局ではラジオ番組のパーソナリティも務めていた。その後は自身の音楽事務所「MOTION」を設立し、プロデューサーとしての活動を始めたが、2002年8月、スタッフとのミーティング中に吐血し病状が悪化。入院し治療を続けたものの改善することはなかった。
2002年9月1日逝去、32歳没。

## ディスコグラフィ

### アルバム
- 緑の風の中で君を抱いて眠る (1995.5.24)
- 2150 Revolution (1996.5.22)

### シングル
- 夢の吹く丘 (1995.4.21 c/w:TAKE OFF）
- 太陽少年 (1996.1.24 c/w:Breath）
- Shock Wave (1996.4.24 c/w:誰もが夢の途中）- 松下電器産業「SHOCK WAVE」CMソング

## 出演番組
- WE2 タマゴの…キミ（TBSラジオ）